# Goossens, Pope & Co

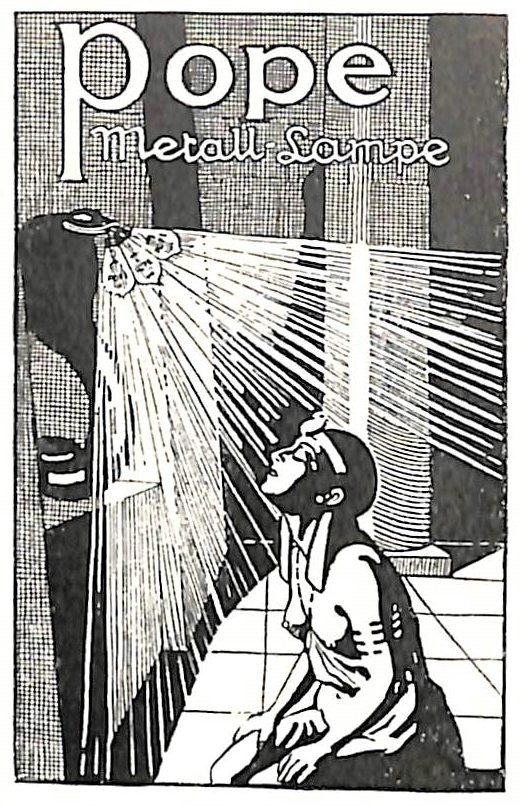
Duits affiche van de lampenfabriek

Goossens, Pope & Co was een van de eerste gloeilampen-fabrieken van Nederland. Het in Venlo gestarte bedrijf raakte daarna in handen van het Amerikaanse bedrijf Belden Wire & Cable en fabriceerde enkel nog draad en kabel. Tegenwoordig is het weer in Nederlandse handen en richt het zich op de fabricage van ledlampen met een specifieke toepassing.

## Gloeilampenfabriek
De eerste bruikbare gloeilampen werden (onafhankelijk van elkaar) gefabriceerd door Thomas Edison en Joseph Wilson Swan in 1879. De Engelsman Swan was een half jaar eerder dan de Amerikaan. Swan had destijds de zestienjarige Frederic R. Pope in dienst, een jongeman met veel technisch vernuft.
Pope vertrok in 1889 naar Venlo en richtte met behulp van de Venlose koopmansfamilie Goossens een van de eerste gloeilampenfabrieken van Nederland op; Goossens, Pope & Co. De familie Goossens verschafte Pope het kapitaal om de fabriek op te richten. Vervolgens werden andere gloeilampenfabrieken in Nederland opgericht, zoals Philips te Eindhoven in 1891 en een jaar later in 1892 in Blerick (op grond van de Venlose enclave) werd Constantia Electric Works opgericht. Deze laatste fabriek werd tevens gefinancierd met kapitaal van Blerickse en Venlose koopmansfamilies.

## Overnames
Al in 1904 nam Philips het Blerickse Constantia over. Door deze zet werd Pope buitenspel gezet en dat is een van de redenen geweest dat Philips (en niet Pope) groot is geworden met het fabriceren van gloeilampen. De productie van de Blerickse fabriek werd stopgezet en Pope was weer de enige gloeilampenfabriek in de regio. Maar in 1920 verkreeg Philips toch de aandelen van Pope in handen.
Sinds de overname door Philips werden ook andere producten vervaardigd in de fabriek. Pope mocht nog wel, als dochter van Philips, gloeilampen vervaardigen onder haar eigen merknaam. In 1927 rolt de laatste gloeilamp van Pope van de band van diens eigen fabriek. Dat is het startsein voor de productie van koperdraad en kabels. Vanaf de jaren veertig wordt de naam aangepast naar N.V. Pope's Draad- en Lampenfabrieken.
In 1995 werd Pope Cable & Wire door Philips verkocht aan het bedrijf Belden Wire & Cable uit het Amerikaanse Saint Louis (Missouri). Het vestigde in Venlo het Europese hoofdkantoor van het nieuwe bedrijf Belden Wire & Cable.

## Vandaag de dag
Vandaag de dag is Pope onder een nieuwe eigenaar weer lampen gaan produceren. Pope maakt exclusief lampen voor speciale design armaturen. Pope speciaallampen BV is gevestigd in Rotterdam.